# Milionia aroensis
Milionia aroensis är en fjärilsart som beskrevs av Rothschild 1904. Milionia aroensis ingår i släktet Milionia och familjen mätare. Inga underarter finns listade i Catalogue of Life.